# Abgrallaspis liriodendri
Abgrallaspis liriodendri är en insektsart som beskrevs av Miller och Howard 1981. Abgrallaspis liriodendri ingår i släktet Abgrallaspis och familjen pansarsköldlöss. Inga underarter finns listade i Catalogue of Life.